# Juhana Heikki Erkko

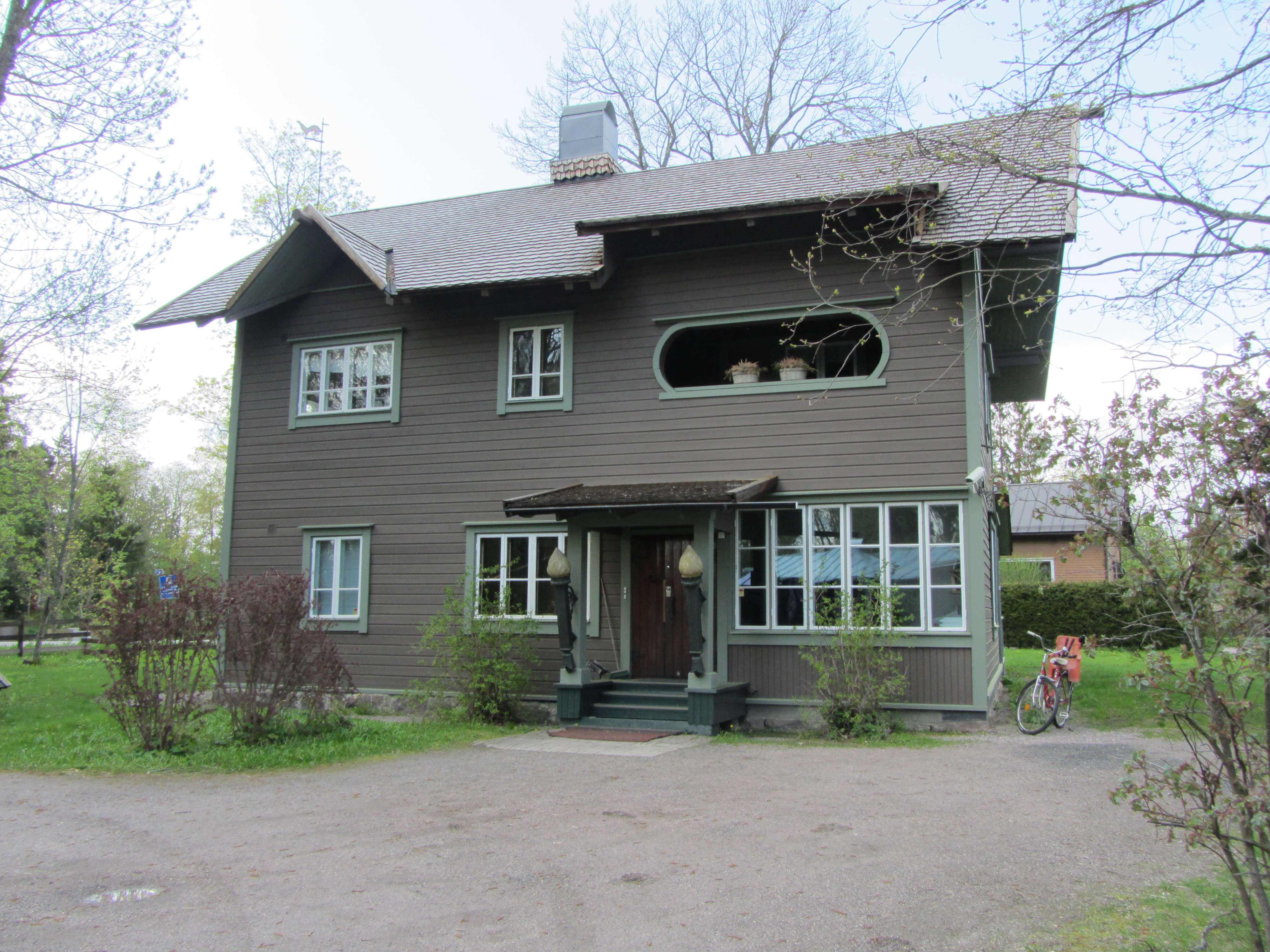
La maison d'artiste de J. H. Erkko à Tuusula conçue par Pekka Halonen.

Juhana Heikki (Johan Henrik) Erkko, (né le 16 janvier 1849 à Orimattila - mort le 16 novembre 1906 à Helsinki), est un poète aphoriste , dramaturge finlandais qui aura une influence culturelle importante en Finlande,.

## Biographie
La mort de J. H. Erkko attira l’attention et son cercueil sera porté par Eero Erkko, Juhani Aho, Pekka Halonen, Eino Leino, Oskar Merikanto, Eemil Nestor Setälä, Kaarle Alfred Castrén (fi) et Juho Lallukka (fi).

## Ouvrages

### Recueils de poèmes
- Omakustanne: Runoelmia (1870)
- Runoelmia II (1872)
- Runoelmia III (1876)
- Paimenet (1878)
- Valikoima runoelmia (1881)
- Uusia runoelmia (1885)
- Havaittuani (1885)
- Kuplia (1890)
- Ajan varrelta (1896)
- Runoelmia ja ajatelmia (1899)
- Nuorten runoja (1903)
- Ilmojen lauluja (1904)
- Hulluuksia (1904)

### Pièces de théâtre
- Kokkimajori (1873)
- Sotaiset veljekset (1873)
- Tietäjä, Runonäytelmä (1887)
- Aino (1893)
- Kullervo (1895)
- Pohjolan häät (1902)

### autres écrits
- Kotoisia tarinoita I−II (1881 et 1883, nouvelles
- Uskovainen (1890, nuvelle)
- Pimeän tullen (1900, poèmes et prose)
- Suomalainen huoneentaulu vanhoille ja nuorille sydämeen luettavaksi (1900)

## Prix et reconnaissance
- Prix national de littérature